# 熊伯通
熊伯通（1457年—？），字本睿，湖廣武昌府興國州通山縣人，軍籍，明朝政治人物。

## 生平
湖廣鄉試第十一名舉人。弘治三年（1490年）中式庚戌科會試第二百三名，三甲第六十九名進士。

## 家族
曾祖熊可宣；祖父熊福興；父熊朝璋，母周氏。具庆下。